# 56e brigade d'infanterie motorisée
Pour les articles homonymes, voir 56e brigade.
La 56e brigade d'infanterie motorisée, de son nom complet la 56e brigade séparée d'infanterie motorisée de Marioupol (en ukrainien : 56-та окрема мотопіхотна Маріупольська брига́да, abrégé en 56 ОМПБр, numéro d'unité militaire А0989), est une grande unité d'infanterie motorisée de l'Armée de terre ukrainienne, créée le 23 février 2015 à Dnipro.

## Historique

### Création et guerre du Donbass

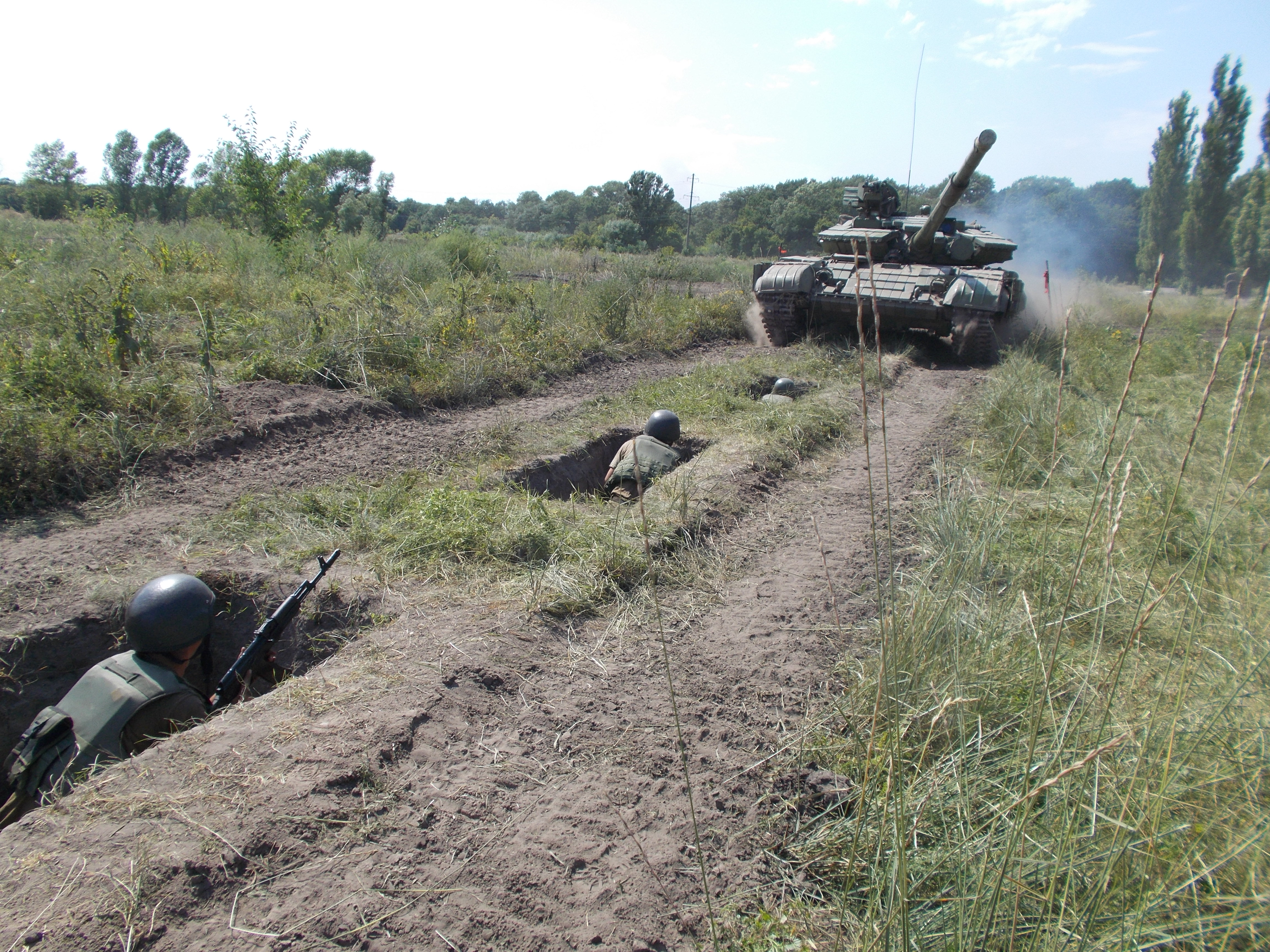
Exercices en 7 2015.

La brigade est mise sur pied 23 février 2015 à Dnipro, sur la base des 21e, 23e et 37e bataillons de défense territoriale devenu motorisé. La guerre du Donbass a eu comme conséquence côté ukrainien la formation d'un grand nombre d'unités de volontaires pour pallier les déficiences des forces armées régulières. Ces unités sont, à partir de mai 2014, regroupées dans la défense territoriale (à raison d'au moins un bataillon par oblast), puis à la fin 2014 intégrées comme bataillon d'infanterie dans de nouvelles brigades de l'Armée de terre ukrainienne. Comme l'Ukraine manque d'équipements lourds, ces brigades ne reçoivent dans un premier temps que peu de blindés (BMP et BTR), n'ont qu'une compagnie de chars à la place du bataillon habituel (à trois compagnies), ainsi qu'une artillerie tractée en lieu et place d'obusiers automoteurs : d'où leur appellation d'infanterie motorisée plutôt que mécanisée.
La 56e brigade est transférée le 14 mai 2015 pour participer aux opérations militaires sur le territoire des régions de Donetsk et de Louhansk. En novembre 2016, la brigade prend ses quartiers, permanents, à Marioupol. Le 22 août 1998, la brigade a reçu le titre honorifique «Маріупольська» (Mariupolska, de Marioupol) à rajouter à son nom. En juin 2019, était annoncé son transfert dans l'infanterie de marine, idée finalement abandonnée.

### Invasion russe de l'Ukraine

#### Secteur de Pisky (février - décembre 2022)
Au moment du déclenchement de l'invasion russe, la 56e brigade est stationnée sur la ligne de front du Donbass dans le secteur de Pisky dans l'Oblast de Donetsk tenant également des positions sur les villages voisins de Opytne et Vodiane, flanquée sur sa droite par la 54e brigade mécanisée à Marïnka et sur sa gauche par la 25e brigade aéroportée à Avdiïvka. Une unité de chars et une autre du 21e bataillon de la 56e mais également de la 54e se porte au secours de la 53e brigade mécanisée mis en difficulté à Volnovakha où les Russes ont percé le front et encerclent Marioupol.
Le QG de la brigade et quelques-unes de ses unités auxiliaires sont également pris au piège durant la bataille de Marioupol, encerclés aux côtés de la 36e brigade de marine et du régiment Azov. Ils tiennent les positions au nord de la ville dans l'usine métallurgique Illitch avec les marines ukrainiens. Les hommes sont capturés en avril 2022. Des éléments du 21e bataillon motorisé participent à des combats à Velyka Novossilka aux côtés de la 53e, à l'ouest de Vouhledar où ils tentent de stopper l'avancée russe vers le nord. À partir de la fin juin, les combats s'intensifient autour de Pisky défendu par la 56e, notamment le 21e bataillon « Sarmat », où les Russes passent à l'offensive. Elle atteint son point culminant en août 2022. Grâce à leur avantage en artillerie, les Russes parviennent à progresser malgré le renfort du 3e BTG de la 80e brigade d'assaut aérien, les hommes de la 56e comptant des pertes importantes, incapables de fournir des tirs de contrebatterie faute d'artillerie suffisante. Après leur retrait de Pisky, la 56e motorisée occupe des positions dans le village suivant de Pervomaïske que les Russes tentent de percer en septembre 2022 en attaquant le long de la E50. Le 21e bataillon motorisé est alors renforcé par le 503e bataillon d'infanterie navale. Entre septembre et novembre, les forces russes dont le 11e régiment « Vostok » de la RPD attaquent les lignes de la 56e motorisée entre Pervomaïske et Nevelske.

#### Batailles de Vouhledar et de Bakhmout (janvier - septembre 2023)
En janvier, une partie de la brigade dont le 37e bataillon motorisé est redéployée à Houliaïpole tandis que le 21e bataillon est positionné aux côtés de la 72e brigade mécanisée à Vouhledar alors qu'une offensive russe est en cours pour conquérir la ville ; la 59e brigade d'infanterie motorisée prenant ses postions autour de Pisky. Fin février, le 23e bataillon est transféré sur le flanc nord de Bakhmout après la prise de Soledar qui menace la ville d'encerclement. Le bataillon combat notamment du côté de Dubovo-Vasylivka et Berkhivka protégeant l'accès à la "route de la vie". L'ensemble de la brigade est progressivement déployé vers ce secteur au moment où la pression du groupe Wagner se fait de plus en plus forte. En mai 2023, alors que la ville est sur le point de tomber dans sa totalité, la 56e brigade combat toujours sur le flanc nord, engagée dans de violents combats autour d'Orikhovo-Vasylivka. Durant la contre-offensive ukrainienne de l'été 2023, la brigade mène des contre-attaques localisées autour de Bohdanivka avant de repasser en position défensive à Orikhovo-Vasylivka au cours du mois de septembre. Dès septembre, la Légion caucasienne, une unité de volontaires du Caucase auparavant subordonnée à la Légion internationale pour la défense territoriale de l'Ukraine, rejoint les rangs de la brigade. L'année suivante, l'unité est transférée à la 80e brigade d'assaut aérien.

#### Bataille de Tchassiv Iar (depuis novembre 2023)
Après l'échec de la contre-offensive ukrainienne, les Russes repassent à l'offensive à l'ouest de Bakhmout avec pour cible la ville suivante de Tchassiv Iar. Fin février, le 21e bataillon de la brigade, appuyé par le 23e bataillon de la Brigade présidentielle, repoussent une importante attaque russe au nord-ouest de Bakhmout, infligeant de lourdes pertes aux unités ennemies. Après le retrait de la 67e brigade mécanisée, qui défendait l'accès à Tchassiv Iar jusqu'à la mi-avril, la brigade entière est utilisée pour combler le vide de la ligne défensive. En juillet 2024, à la suite de la loi ukrainienne autorisant certaines catégories de prisonniers à servir volontairement dans l'armée, la 56e brigade motorisée en intègre un certain nombre, créant le bataillon « Škval » (en français « Bourasque »). Après la prise du Kanal District, la 24e brigade mécanisée et la 56e se replient sur la rive occidentale, parvenant à contenir les forces Russes.

## Structure

### Ordre de bataille
2023
2024
En novembre 2024, l'ordre de bataille connu de la brigade est le suivant :
- État-major de la brigade,
  - 
    -  compagnie de protection du QG ;

  -  21e bataillon motorisé « Sarmat » (uk) (unité militaire A2961), garnison théorique de Skadovsk (zone occupée de l'oblast de Kherson) ;
  -  23e bataillon motorisé « Khortytsia » (uk) (unité militaire A2988), garnison théorique de Marioupol (zone occupée de l'oblast de Donetsk) ;
  - 37e bataillon motorisé « Zaporijjia » (uk) (unité militaire A3137), garnison théorique de Prymorsk (zone occupée de l'oblast de Zaporijjia) ;
  -  39e bataillon de fusiliers (unité militaire A4047), garnison de Kropyvnytskyï (oblast de Kirovohrad) ;
  -  Bataillon spécial « Bourrasque » (en ukrainien : Шквал (Shkval))[22]
  -  1er bataillon de fusiliers ;
  -  2e bataillon de fusiliers ;
  -  Bataillon de chars ;
  -  Groupe d'artillerie de la brigade[23] :
    - 
      -  État-major (штаб) du groupe d'artillerie ;
      -  batterie de contrôle et d'acquisition de cibles ;

    -  1er bataillon d'artillerie automotrice ;
    -  2e bataillon d'artillerie automotrice ;
    -  Bataillon de lance-roquettes multiples (BM-21 Grad) ;
    -  Bataillon anti-char ;

  -  Bataillon antiaérien ;
  -  Compagnie de systèmes aériens d'attaque sans pilote « Katenyata » ;
  -  compagnie de reconnaissance ;
  -  Bataillon du génie ;
  -  Bataillon logistique ;
  -  Bataillon de maintenance ;
  -  Compagnie de transmissions ;
  -  Compagnie de radar (désignation d'objectifs) ;
  -  Compagnie médicale (soins et évacuation) ;
  -  Compagnie de protection NRBC.

### Matériel et équipements

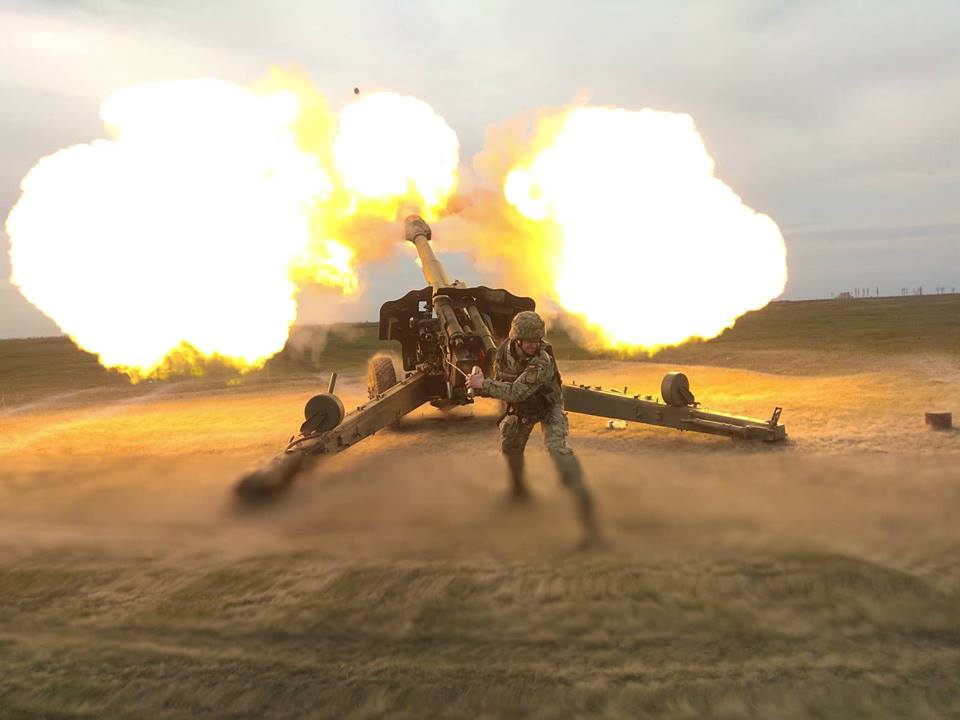
Tirant avec l'obusier de calibre 152 mm D-20.
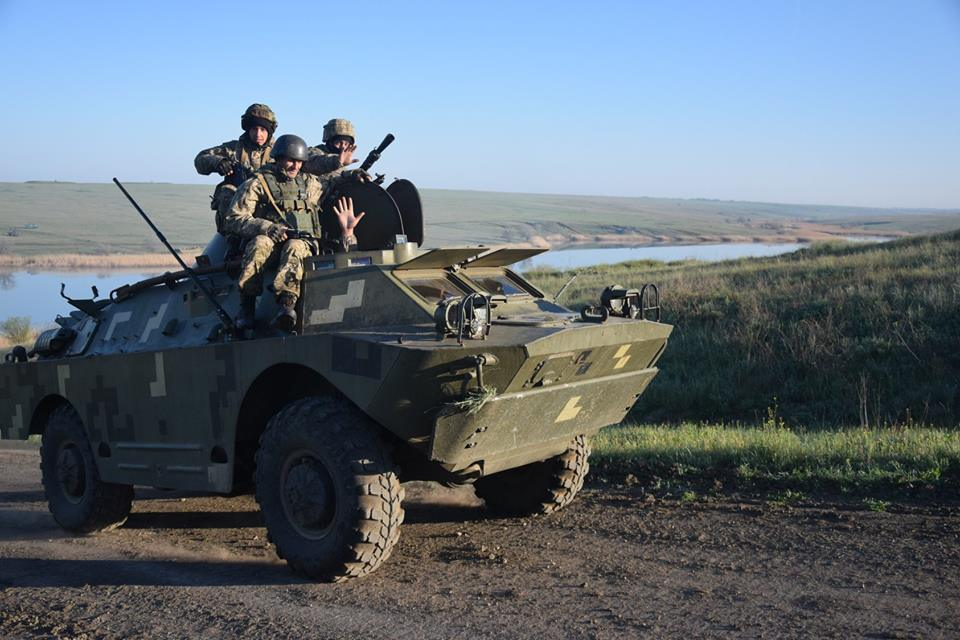
utilisant un véhicule BRDM-2.
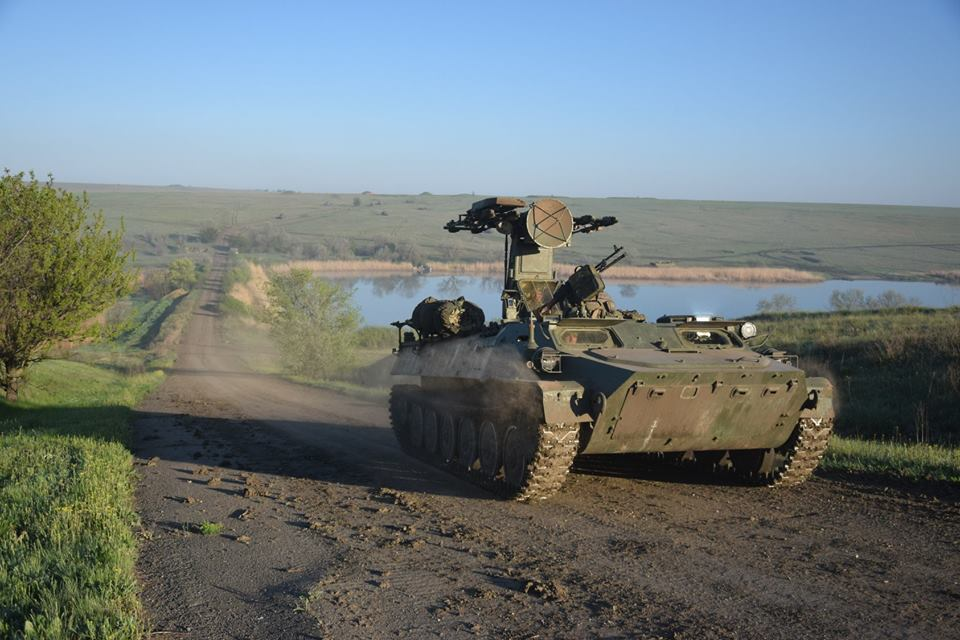
Utilisant un canon antiaérien 9K35 Strela-10.

- Bataillon de chars : chars T-64BVmodel 2017 et 2022
- Bataillons motorisés : véhicules BMP-1, BMP-1AK, BMP-1A et BTR-4
- Compagnie de reconnaissance : véhicules BRDM-2
- Groupe d'artillerie : un bataillon sur automoteurs ShKH vz. 77 Dana livrés par la Tchéquie et 2S1 Gvozdika, un bataillon sur obusier D-20 de 152 mm, un sur BM-21 Grad
- Bataillon antiaérien : véhicules 9K35 Strela-10

### Insignes

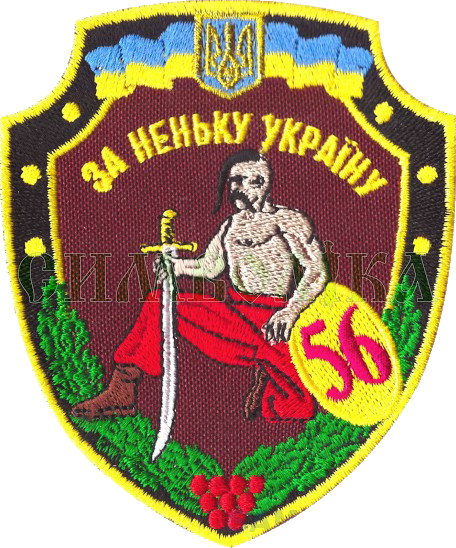
Insigne de 2016 à 2018.

### Chefs de corps
- 2015 : colonel Andriy Melnik[24],[25].
- 2016—2017 : colonel Serhiy Perets[26].
- depuis 2018 : colonel Ihor Ivanov[27].